# قره‌گول
قره‌گول (ترکی آذربایجانی: Qaragöl) دریاچه ای واقع در مرز مشترک شهرستان لاچین، جمهوری آذربایجان و گوریس، ارمنستان است. این دریاچه مرزی دارای چشم‌انداز آلپی می‌باشد.

## اطلاعات کلی
دریاچه قره‌گول از اهمیت هیدرولوژیکی و کشاورزی ویژه ای برخوردار است. مردم ساکن در این منطقه از دریاچه در عرصه‌های دامداری، کشاورزی و ماهی‌گیری بهره می‌برند. مساحت خشک دریاچه از نوع منظره چمن‌های آلپی کوهستانی است. وضعیت زیست‌محیطی و آب نامساعد باعث کمبود حیات وحش در درون آب شده‌است. با این وجود، زئوپلانکتون‌ها و دوجورپایان از ساکنین دریاچه هستند.
دریاچه هم‌اکنون در وضعیتی اسف‌بار قرار دارد. استفاده بی‌رویه از چمن‌ها به عنوان چراگاه آسیب بزرگی به پوشش گیاهی رسانده‌است.